# Anastasija Kirjanowa
Anastasija Kirjanowa, Анастасия Кирьянова (ur. 26 lipca 1982) – rosyjska lekkoatletka, tyczkarka.

## Osiągnięcia
| Rok  | Impreza                              | Miejsce  | Lokata     | Wynik |
| ---- | ------------------------------------ | -------- | ---------- | ----- |
| 1999 | Olimpijski Festiwal Młodzieży Europy | Belgrad  | 1. miejsce | 3,80  |
| 2001 | Mistrzostwa Europy juniorów          | Grosseto | 4. miejsce | 4,00  |
| 2005 | Uniwersjada                          | Izmir    | 7. miejsce | 4,00  |

Medalistka mistrzostw Rosji w kategoriach kadetów, juniorów, młodzieżowców oraz seniorów.

## Rekordy życiowe
- Skok o tyczce – 4,40 (2005)